# Dreams and Omens
Dreams and Omens is een live muziekalbum van de Britse band Renaissance. Het album komt uit in 2008 als de band al jaren op non-actief staat. Wel komen er opnamen van ex-leden vrij onder naamvarianten van de band. Dreams and Omens bevat privé-opnamen van een concert gegeven in het Tower Theatre Philadelphia in 1978; de avond van hun eerste concert van de Amerikaanse tournee als promotie van het album A Song For All Seasons. Opvallend is dat hun bekendste track Sheherazade ontbreekt.

## Musici
- Annie Haslam – zang
- Michael Dunford – gitaar, zang
- Jon Camp – basgitaar, zang
- John Tout – toetsen
- Terence Sullivan – slagwerk

## Composities
- Can you hear me (14:32)
- Carpet of the sun (3:53)
- Day of the dreamer (10:32)
- Midas man (4:22)
- Northern lights (4:19)
- Things I don’t understand (9:35)

Studio: Renaissance (1969) · Illusion (1971) · Prologue (1972) · Ashes Are Burning (1973) · Turn of the Cards (1974) · Scheherazade and other stories (1975) · Novella (1977) · A Song for All Seasons (1978) · In the Beginning (1978) · Azure d'Or (1979) · Camera Camera (1981) · Time-Line (1983) · Tuscany (2000) · The Mystic and The Muse (ep) (2010) · Grandine il Vento (2012)
Annie Haslams Renaissance: Blessing in Disguise  (1994)
Michael Dunford's Renaissance: The Other Woman  (1994) · Ocean Gypsy (1997)
Live: Live at Carnegie Hall (1976) · Renaissance Live at the Royal Albert Hall (1977) · BBC Sessions (1999) · Day of the Dreamer (2000) · Renaissance Unplugged (2000) · In the Land of the Rising Sun (2002) · Dreams and Omens (2008) · Renaissance DeLane Lea Studios 1973 (2015) · A symphonic journey (2018)
Compilatie: Tales of 1001 Nights (Parts 1 and 2) (1990) · Da Capo (1995) · Songs from Renaissance Days (1997) · Live & Direct (2002)